# Rio Jacutinga (Corumbataí)
Der Rio Jacutinga ist ein etwa 21 km langer rechter Nebenfluss des Rio Corumbataí im Süden des brasilianischen Bundesstaats Paraná.

## Etymologie
Der Name des Flusses bedeutet auf Deutsch Hühnerfluss. Jacutinga bezeichnet in Brasilien einen Vogel aus der Familie der Hokkohühner.

## Geografie

### Lage
Das Einzugsgebiet des Rio Jacutinga befindet sich auf dem Terceiro Planalto Paranaense (Dritte oder Guarapuava-Hochebene von Paraná).

### Verlauf
Sein Quellgebiet liegt auf der Grenze zwischen den beiden Munizipien Pitanga und Manoel Ribas auf 631 m Meereshöhe etwa 10 km westlich des Hauptorts von Manoel Ribas an der PRC-487.
Der Fluss verläuft in nordwestlicher Richtung. Er bildet in seinem gesamten Verlauf die Grenze zwischen den beiden Munizipien. Er mündet auf 457 m Höhe von rechts in den Rio Corumbataí. Er ist etwa 21 km lang.

### Munizipien im Einzugsgebiet
Am Rio Jacutinga liegen die zwei Munizipien Pitanga und Manoel Ribas.